# 10758 Aldoushuxley
10758 Aldoushuxley eller 1990 SM7 är en asteroid i huvudbältet som upptäcktes den 22 september 1990 av den belgiske astronomen Eric W. Elst vid La Silla-observatoriet. Den är uppkallad efter den brittiske författaren Aldous Huxley.
Asteroiden har en diameter på ungefär 3 kilometer.